# Cincinnati Masters 2000
Il Cincinnati Masters 2000 è stato un torneo di tennis giocato sul cemento. È stata la 99ª edizione del Cincinnati Masters, che fa parte della categoria Tennis Masters Series nell'ambito dell'ATP Tour 2000. Il torneo si è giocato a Cincinnati in Ohio negli USA, dal 6 al 12 agosto 2000.

## Campioni

### Singolare
Thomas Enqvist ha battuto in finale  Tim Henman con il punteggio di 7–6(5), 6–4

### Doppio
Mark Woodforde /  Todd Woodbridge hanno battuto in finale  Ellis Ferreira /  Rick Leach  7–6(6), 6–4